# Say Something (Kylie Minogue)
Say Something è un singolo della cantante australiana Kylie Minogue, pubblicato il 23 luglio 2020 come primo estratto dal quindicesimo album in studio Disco.

## Descrizione
Il brano è stato scritto dalla stessa cantante con Jonathan Green, Ash Howes e Richard "Biff" Stannard ed è stato prodotto da Green e Stannard. È composto in chiave di Do minore e ha un tempo di 107 battiti per minuto.

## Pubblicazione
Il 21 luglio pubblicazioni online hanno riportato che Kylie Minogue avrebbe pubblicato il suo quindicesimo album in studio Disco nella seconda metà del 2020, anticipato da un singolo intitolato Say Something. La cantante ha annunciato le date di uscita dell'album e del singolo rispettivamente il 21 e il 22 luglio.

## Accoglienza
Say Something ha ricevuto l'acclamo universale da parte della critica specializzata. Joey Nolfi di Entertainment Weekly l'ha definito un «inno da sfera specchiata», considerandolo «un passo avanti poetico e sorprendentemente profondo» per Minogue. Kate Solomon, per il The Guardian, ha notato un «sentimento post-quarantena leggermente sdolcinato» che Minogue «porta perfettamente», mentre, per The Independent, Roisin O'Connor ha ritenuto la canzone un «banger da discoteca». Scrivendo per Variety, Jem Aswad ha descritto Say Something come una delle «migliori canzoni disco della memoria recente», elogiandone il ritornello «irresistibile» e il ritmo «trascinante». Mike Wass di Idolator ha paragonato il brano ai lavori degli Scissor Sisters e di St. Vincent, elogiandone il ritornello.

## Video musicale
Il videoclip del brano, diretto da Sophie Muller, è stato reso disponibile il 7 agosto 2020, anticipato da una foto promozionale diffusa dalla cantante sui social media tre giorni prima. La clip ha tratto ispirazione dalla psichedelia anni 70 e dal libro Il grande Gatsby.

## Esibizioni dal vivo
Kylie Minogue si è esibita per la prima volta dal vivo con la canzone il 17 settembre 2020 al The Tonight Show in una performance a tema anni 80. L'ha poi presentata in chiave acustica il 19 settembre in occasione di un concerto di beneficenza organizzato da Mika, il 6 novembre per The Zoe Ball Breakfast Show e Good Morning America e il giorno successivo durante un concerto virtuale.

## Tracce
1. Say Something – 3:32

## Successo commerciale
Nella Official Singles Chart britannica Say Something ha raggiunto la 56ª posizione durante la settimana di pubblicazione di Disco con 7 572 unità distribuite.

## Classifiche
| Classifica (2020) | Posizione massima |
| ----------------- | ----------------- |
| Belgio (Fiandre)  | 64                |
| Belgio (Vallonia) | 85                |
| Croazia           | 67                |
| Regno Unito       | 56                |
| Ungheria          | 14                |